# Pedro Kuntz
Pedro Kuntz y Valentini (Roma, 13 de febrero de 1795-Madrid, 1863) fue un pintor italiano radicado en España.

## Biografía

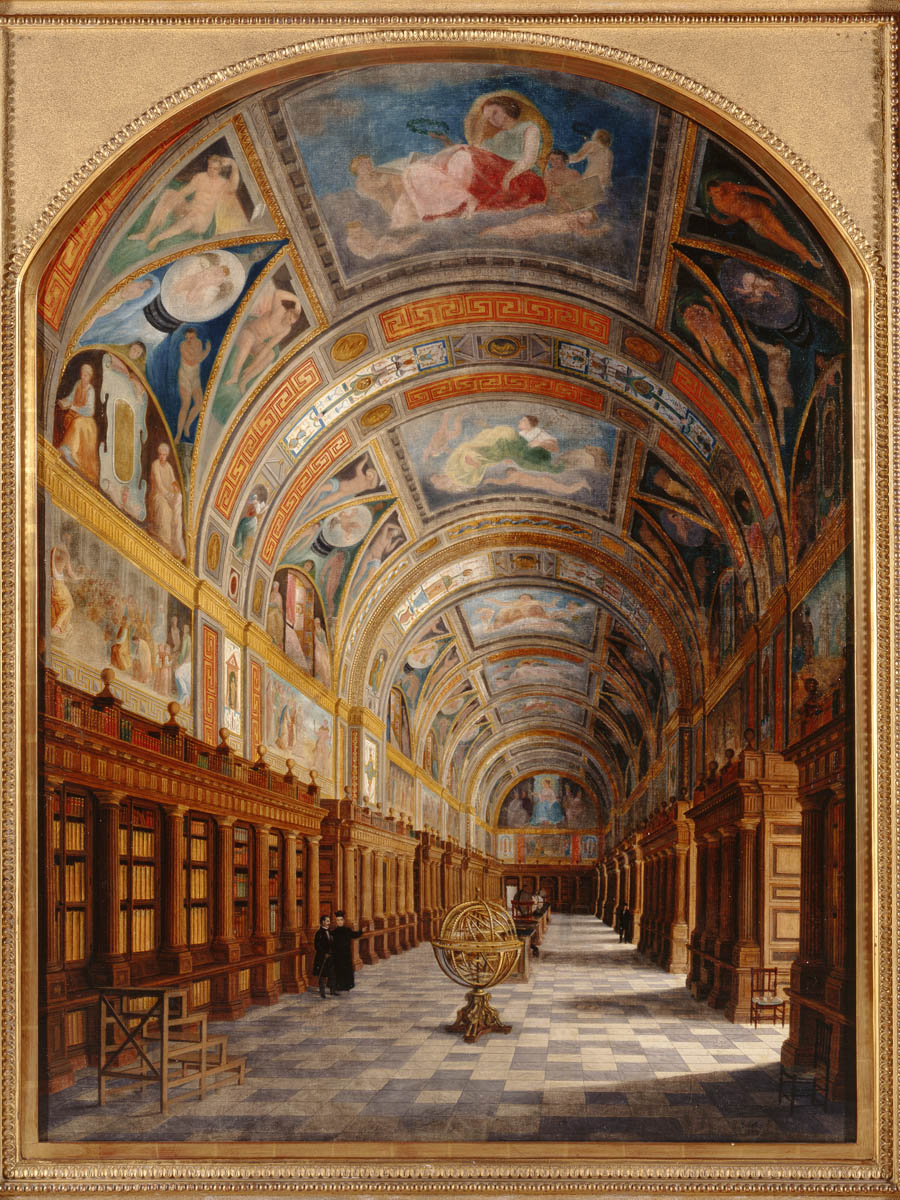
Interior de la Biblioteca de El Escorial, óleo sobre lienzo pintado por Kuntz en 1862

Nació en Roma, en el seno de una familia de procedencia polaca, hijo de Tadeo Kuntz, también pintor, y Ana Valentini. En aquella ciudad, siguió los estudios en la Academia Pontificia de San Lucas y también bajo la dirección de José de Madrazo. En 1840, fue nombrado profesor de dibujo y pintura de la sociedad madrileña El Instituto Español.
En diferentes exposiciones anuales de la Real Academia de Bellas Artes de San Fernando y en las nacionales de 1856, 1858, 1860 y 1862, Kuntz presentó las siguientes obras: Crucero de la santa iglesia de San Lorenzo del Escorial, Retrato de D. Francisco de Luján, Jura de Isabel II como Princesa heredera del trono español en la iglesia de San Gerónimo, Perspectiva del interior del templo del monasterio de San Lorenzo del Escorial, Interior de la basílica de San Pedro en Roma —que fue adquirido para el Museo del Prado—, Interior del templo del Escorial, Vista tomada desde el altar mayor mirando al coro, Interior de la biblioteca del mismo monasterio y un amplio número de retratos, obras que le valieron diferentes menciones honoríficas.
Era académico de mérito por la pintura en la Academia de San Fernando e individuo de número de la Arqueológica y Geográfica.
Falleció en 1863.

## Obras
Fue autor, entre otras, de las siguientes obras:
- Interior de la rotonda del Museo del Prado (1833)[3]
- Jura de Isabel II como Princesa heredera del trono español en la iglesia de San Gerónimo (1835)
- Perspectiva del interior del templo del monasterio de San Lorenzo del Escorial (1835)
- Retrato de D. Francisco de Luján (1838)
- Interior del templo del Real Monasterio de San Lorenzo de El Escorial (1856)
- Retrato de medio cuerpo de un ingeniero de minas (1856)
- Interior de la basílica de San Pedro en Roma (1858)
- Vista tomada desde el altar mayor mirando al coro del monasterio de San Lorenzo de El Escorial (1860)
- Interior de la biblioteca del Real Monasterio de El Escorial (1862)